# Rue Mercœur (Paris)
Pour l’article homonyme, voir Rue Mercœur.
La rue Mercœur est une voie du 11e arrondissement de Paris, en France.

## Situation et accès
La rue Mercœur est une voie publique située dans le 11e arrondissement de Paris. Elle débute aux 127 bis-129, boulevard Voltaire et se termine au 5, rue La Vacquerie.

## Origine du nom

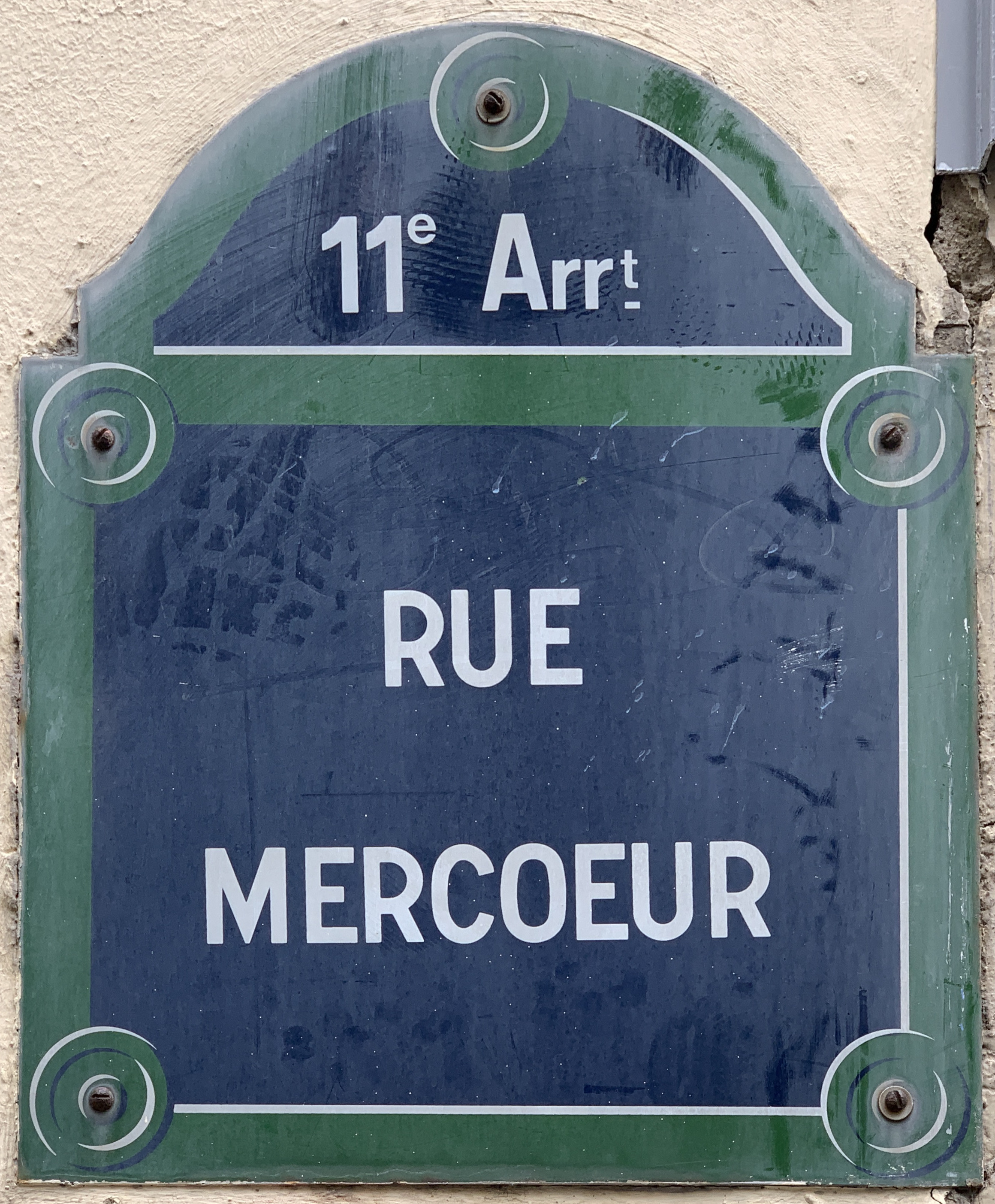
Plaque de la rue.

Sa dénomination fait référence à Philippe-Emmanuel de Lorraine (1558-1602), duc de Mercœur et de Penthièvre, qui est gouverneur de Bretagne de 1582 à 1589.[réf. nécessaire]

## Historique
La partie la plus ancienne de cette voie, entre les actuelles rue Léon-Frot et rue Auguste-Laurent, est indiquée sur le plan de Jouvin de Rochefort en 1672, permettant de relier la rue de la Raquette à la rue de la Muette en contournant l'enclos des Hospitalières de la Roquette.
En 1728, elle était considérée comme un prolongement non pavé « en équerre » de la rue de la Roquette.
Elle est transformée en rue vers 1857, sur l'emplacement du couvent des Hospitaliers du Temple, dont la duchesse de Mercœur, femme du duc de Mercœur (1558-1602), chef de la Ligue après la mort des Guises, avait été la fondatrice.
Longeant le couvent des Hospitalières de la Roquette, cette rue s'est appelée aussi « rue de la Roquette », puis « rue des Murs-de-la-Roquette ». Elle a aussi porté le nom de « rue des Canettes ».
Elle prend sa dénomination, entre le boulevard Voltaire et la rue Léon-Frot, par décret du 2 octobre 1865.

## Bâtiments remarquables et lieux de mémoire
- Nos 2 bis et 3 : l'Institut de relations internationales et stratégiques fondé en 1991.